# Caladenia integra
Caladenia integra es una especie de orquídea de hábito  terrestre del género Caladenia. Es nativa de Australia.

## Descripción
Se encuentra en las elevaciones occidentales de Australia de 20 a 300 metros sobre afloramientos de granito. Son orquídeas de tamaño pequeño y mediano que prefiere el clima fresco, son de hábito  terrestre con una sola hoja, basal, que florece  en una inflorescencia erecta, de 20 a 50 cm  de largo, con 1 a 2 flores de 6 a 8 cm de longitud. La floración se produce en la primavera.

## Distribución y hábitat
Se encuentra en  Australia Occidental,  donde crece en grupos dispersos o en ocasiones grandes colonias en los bosques, o la vegetación local, brezales , y afloramientos de granito en áreas de suelo con buen drenaje, pero de vez en cuando en las zonas estacionalmente inundadas.

## Taxonomía
Caladenia integra fue descrita por E.Coleman   y publicado en Victoria Naturalist 49: 246. 1932.
Etimología
Caladenia: nombre genérico que  deriva de las palabras griegas calos (que significa hermosa) y adén (es decir, las glándulas), refiriéndose al colorido labelo y las brillantes glándulas en la base de la columna que adornan muchas de las especies.
integra: epíteto latino que significa "entera, completa".
Sinonimia
- Phlebochilus integra (E. Coleman) Szlach.
- Arachnorchis integra (E. Coleman) D.L. Jones & M.A. Clem. (2001)
- Phlebochilus integrus (E. Coleman) Szlach. (2001))[1]